# Myxicola infundibulum
Espèce
Synonymes
- Terebella infundibulum Renier, 1804[1]
- Amphitrite floscula Dalyell, 1853[1]
- Amphitrite infundibulum Montagu, 1808[1]
- Eriographis borealis Grube, 1850[1]
- Leiobranchus modestus Quatrefages, 1850[1]
- Myxicola affinis Bush, 1905[1]
- Myxicola conjuncta Bush, 1905[1]
- Myxicola grubii Krøyer, 1856[1]
- Myxicola michaelseni Augener, 1918[1]
- Myxicola modesta Quatrefages, 1866[1]
- Myxicola monacis Johnson, 1901[1]
- Myxicola pacifica Bush, 1905[1]
- Myxicola parasites Quatrefages, 1866[1]
- Myxicola platychaeta Marenzeller, 1884[1]
- Myxicola sarsii Krøyer, 1856[1]
- Myxicola steenstrupi Krøyer, 1856[1]
- Myxicola villosa Koch in Renier, 1847[1]
- Myxicola viridis McIntosh, 1923[1]
- Sabella gelatinosa Renier, 1804[1]
- Sabella villosa Cuvier, 1830[1]
- Sabella viridis McIntosh, 1874[1]
- Terebella buccinea Renier, 1804[1]
- Tuba divisa Renier in McIntosh, 1923[1]

Myxicola infundibulum est une espèce de vers marins polychètes de la famille des Sabellidae.

## Habitat et répartition
Cette espèce est présente au nord de l'océan Atlantique, en mer Méditerranée mais aussi au large de l'Australie.

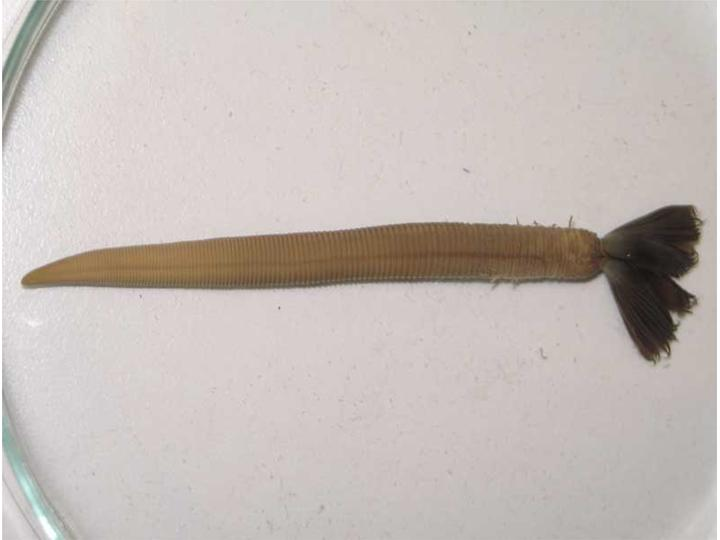